# Giardino delle Rose a Firenze
La rosaleda de Florencia, en italiano: Giardino delle rose a Firenze es una rosaleda que se encuentra en "viale Giuseppe Poggi" de Florencia, Italia.
Hubo un tiempo en el que abría al público solo durante un breve período en la primavera, actualmente el jardín está abierto todos los días del año (excepto Navidad y Año Nuevo) de 9 a. m. hasta el atardecer.

## Historia
Fue construido en el 1865 por el mismo arquitecto de la plaza, Giuseppe Poggi en nombre de la ciudad de Florencia a la espera del traslado de la capital de Italia por Turín. Cubre alrededor de una hectárea de terreno en terrazas con vistas panorámicas de la ciudad, encerrado entre las viale Poggi, Via di San Salvatore, y via dei Bastioni.
Ya pertenecía a una casa propiedad de los padres filipinos y era denominado "podere di San Francesco" (la finca de San Francisco), fue entonces cuando se hizo aterrazamiento del terreno obra de Attilio Pucci que utilizó su posición y los muros de contención de las terrazas para dar cabida a una colección de rosas.
En 1895, el jardín estaba abierto al público durante el "festival de las Artes y las Flores" que la Sociedad de las Bellas Artes y la Sociedad Italiana de horticultura comenzaron a realizar cada mes de mayo. Construido según el modelo francés tiene un entorno natural bucólico, pero al mismo tiempo aerodinámico. De particular interés es el sistema de riego, formado por un tanque situado en la parte superior, en la vecindad de la plaza, y por un conducto que lleva el agua hasta los muchos puntos de distribución en el jardín.
EN 1998, el jardín fue enriquecido por un espacio donado por los japoneses obra del arquitecto Yasuo Kitayama, un oasis "Shorai", donado a Florencia por la ciudad hermanada de Kyōto y del templo Zen Kōdai-ji.
Desde septiembre de 2011, el jardín alberga diez esculturas de bronce del artista belga Jean-Michel Folon, gracias a la donación realizada por la viuda del artista a la ciudad de Florencia y el compromiso de Marilena Pasquali, presidente del centro de estudio de Giorgio Morandi, quien ya dirigió y realizó la gran exposición de Folon en el Fuerte Belvedere en el 2005.
- Un oiseau, 1993
- Chat-oiseau, 1994
- Chat, 1996
- Vingt-cinquième pensée, 2001
- Méditerranée, 2001
- Panthère, 2003
- Walking, 2003
- Je me souviens, 2003
- Partir, 2005
- L’envol, 2005.

## Colecciones
Actualmente el jardín cuenta con cerca de 1000 variedades de plantas con hasta 350 especies de rosas antiguas.

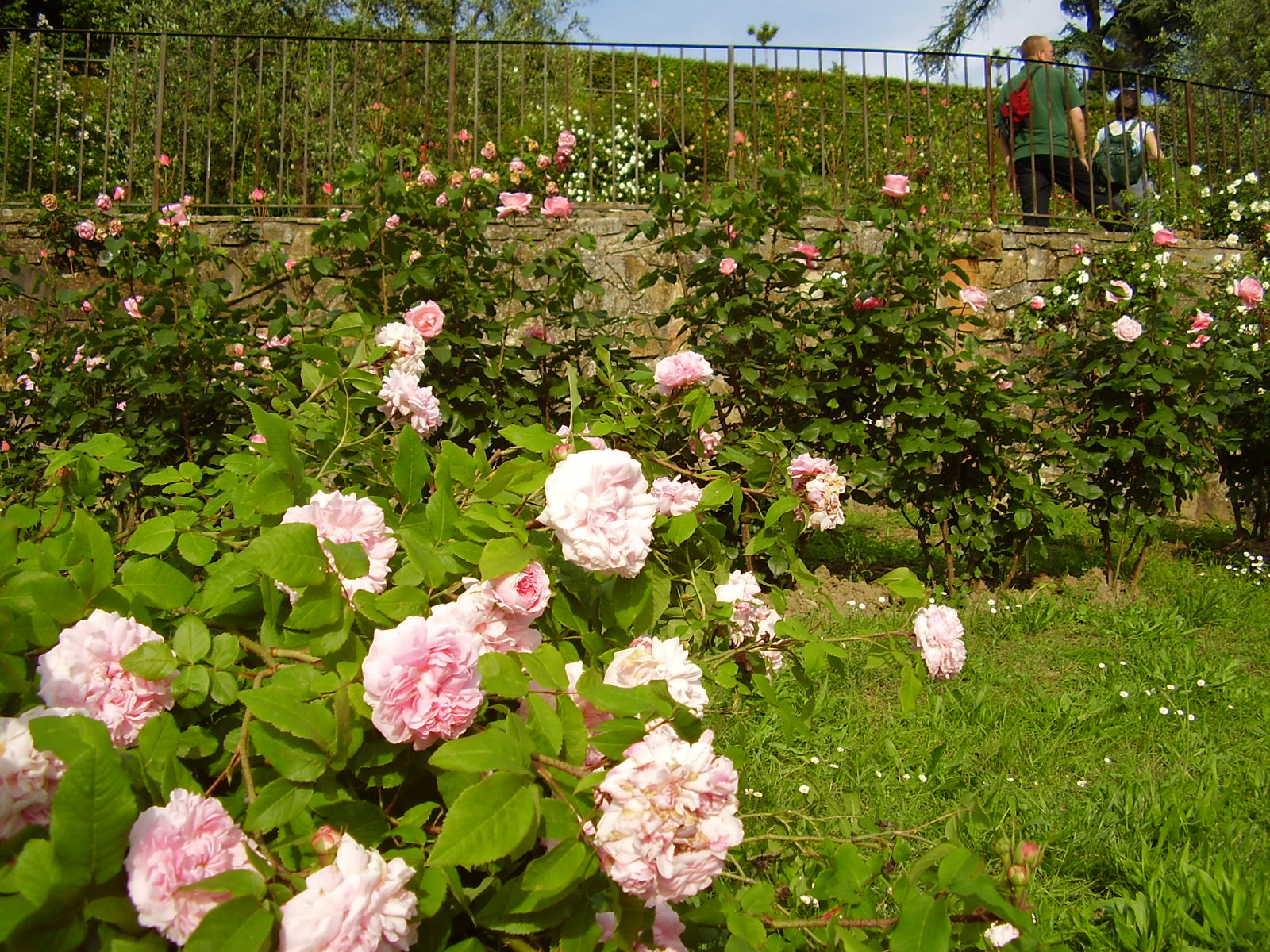
Giardino delle rose a Firenze.
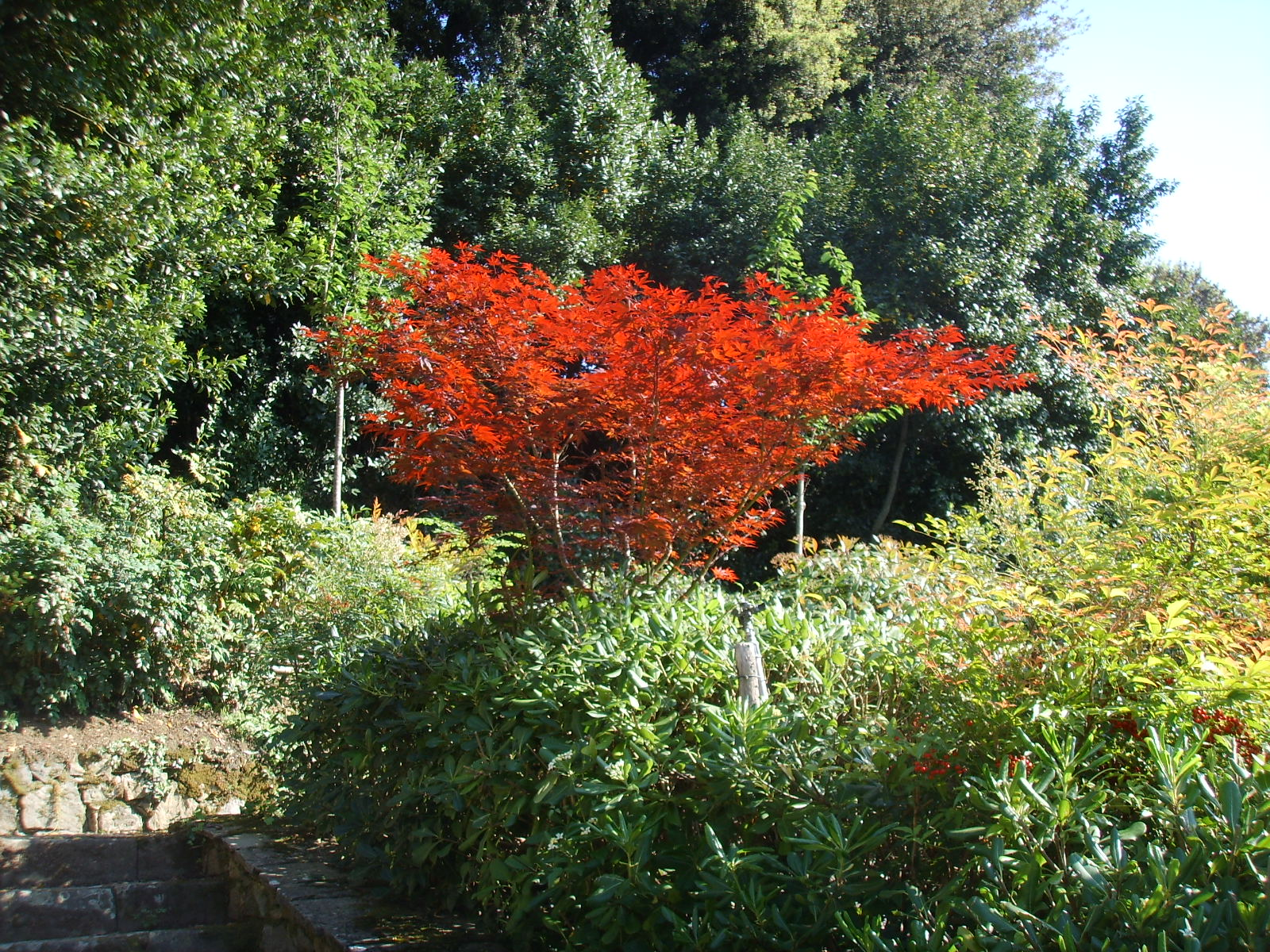
Rosaleda de Florencia.
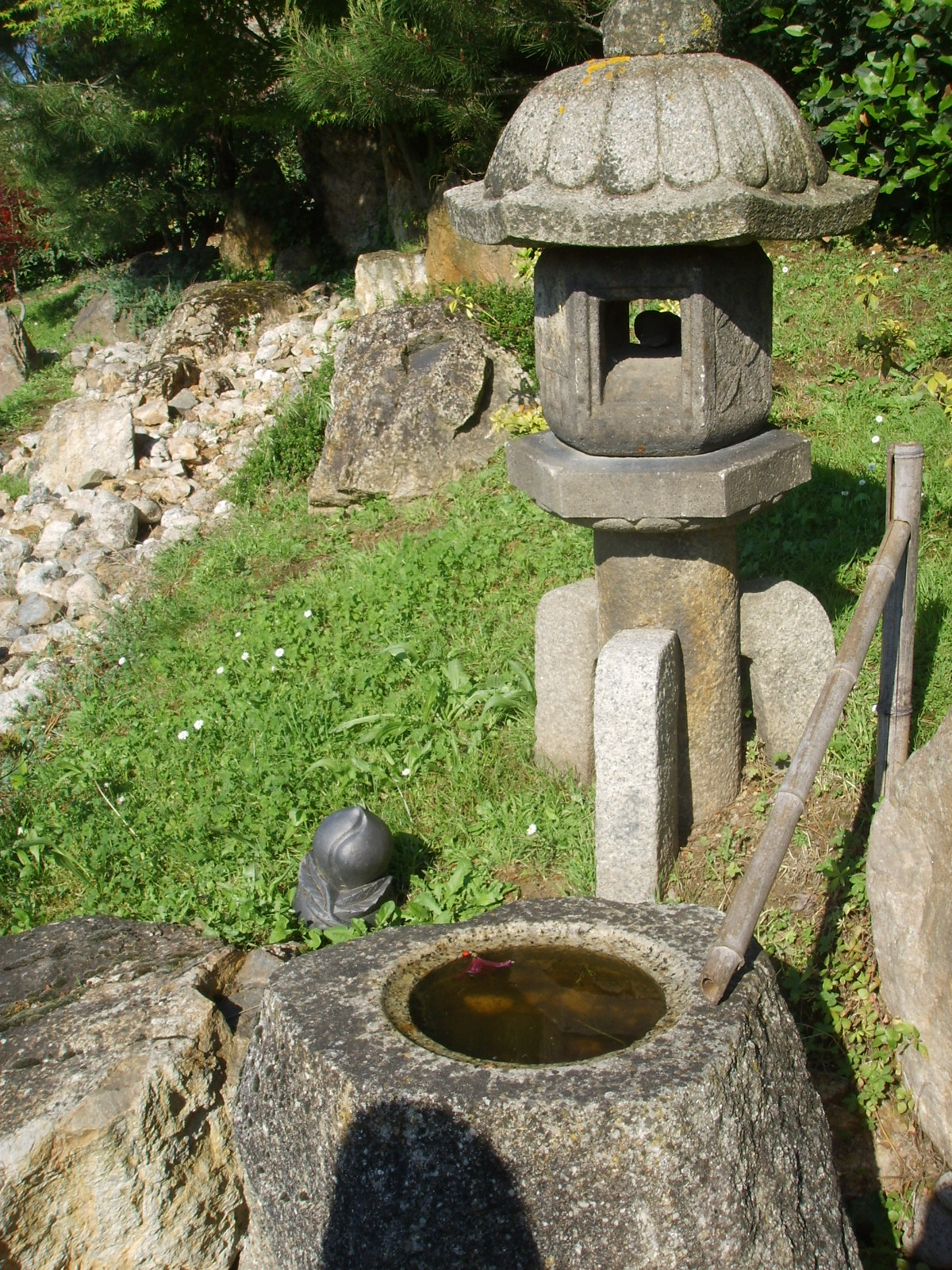
Linterna japonesa en la rosaleda de Florencia.
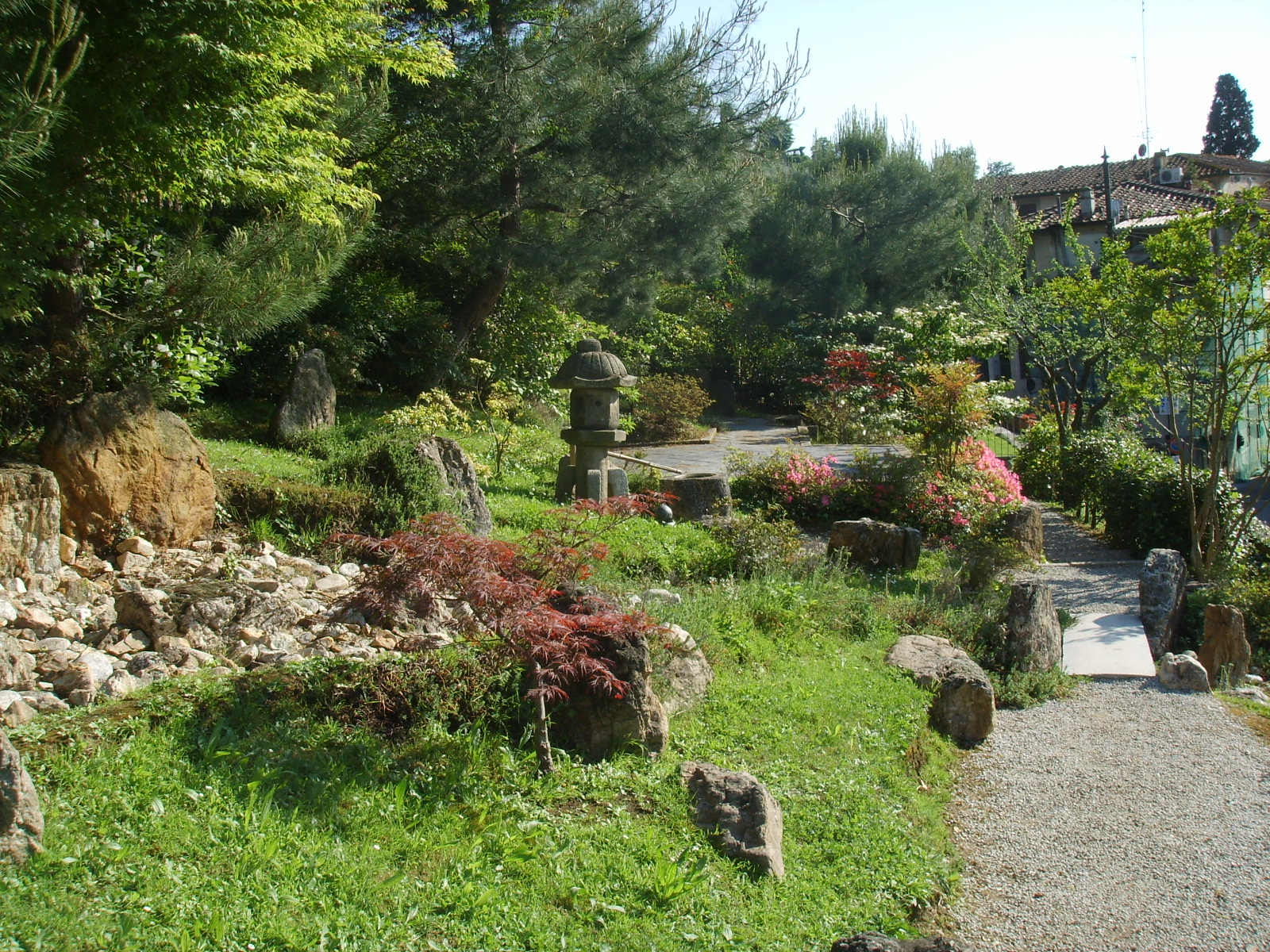
Jardín japonés en la rosaleda de Florencia.